# Палечек, Осип Осипович
О́сип О́сипович (Иосиф Иосифович) Па́лечек (чеш. Josef Paleček; 6 [18] сентября 1842, Естржаби-Лота, Королевство Богемия — 11 [24] февраля 1915, Петроград) — чешский, русский оперный певец (бас-кантанте), театральный режиссёр и педагог.

## Биография
Родился в чешской семье учителя. Окончив органную школу в Праге, работал учителем в одной из пражских женских школ. Позднее учился пению у профессора Ф. Тиводи, пел в церковном хоре, в оперном хоре Временного театра (Прага), выступал также в драматических спектаклях. С 1864 года, успешно дебютировав в роли Зарастро в «Волшебной флейте» Моцарта, стал ведущим солистом Временного театра, где до 1869 года выступил в 55 партиях.
В 1869 году пел в Итальянской опере в Москве, выступал в концертах вместе с певицей Г. Роубаловой и скрипачом Ф. Лаубом.
В 1870 году, дебютировав по приглашению М. А. Балакирева в партии Мефистофеля («Фауст» Ш. Гуно), стал солистом Мариинского театра. С 1882 года, оставив сцену, работал там же репетитором вокалистов, руководителем хора, а также учителем сцены (в числе его учеников по сценическому мастерству — И. А. Алчевский, Н. А. Асатурова, М. Л. Генджян, Г. И. Кристман, Э. И. Кристман, А. М. Лабинский, А. И. Маклецкая, Г. А. Морской, С. И. Преображенский, М. М. Резунов, И. С. Томарс, Н. В. Унковский, В. С. Харитонова, В. С. Шаронов). В феврале 1899 года выступил в «Проданной невесте» в Петербургском музыкально-драматическом кружке любителей. В 1900—1915 годах — режиссёр театра.
С 1884 года преподавал в музыкальной школе К. Даннемана и Н. Кривошеина, с 1888 (по приглашению А. Г. Рубинштейна) — в Петербургской консерватории, где заведовал оперным классом (с 1912 года — профессор), поставил несколько оперных спектаклей. В 1909 году организовал оперный театр для окончивших консерваторию молодых певцов. С 1913 года преподавал также в Общедоступных музыкальных классах Педагогического музея (Соляной городок); ввёл в учебную программу отрывки из «Бориса Годунова» М. П. Мусоргского, «Псковитянки» Н. А. Римского-Корсакова.
Автор оперных либретто (в том числе совместно с Е. П. Пономарёвым — «Франческа да Римини» Э. Ф. Направника).

### Семья
- Первая жена — Мария Палечек, урождённая Геграт (?—?)[8]
  - Сын — Осип Осипович Палечек (02.11.1868—1938), чиновник Министерства финансов, член совета госбанка. Действительный Статский Советник, был женат Софии Ивановне, урождённой Алексеевой  (1870—?), сестре генерала Н. И. Алексеева (1868—1919)[8]
  - Сын — Владимир (1870—1942), женат Ольге Александровне, урождённой Волковой  (1874—1942)[8]
- Вторая жена — Евгения Алексеевна Палечек, урождённая Харитонова (1850—?)[8]
  - Сын — Николай (1878—1937), товарищ министра народного просвещения в правительстве А. В. Колчака (1919—1920), один из основателей Пермского университета[8].
  - Дочь — Анна Осиповна Палечек (1879[8]—1963) Последние годы жизни провела в доме престарелых.
  - Сын —  Алексей Иосифович Палечек(1882—?)[8]
  - Сын — Евгений Осипович Палечек (1883[источник не указан 150 дней]—?)
  - Сын —  Михаил Осипович Палечек(1884—1945)[8]
  - Дочь — Александра Иосифовна Палечек (1893—1942), погибла в блокаду[8].

## Творчество
Обладал сильным, звучным голосом «бархатного» тембра; его драматическое дарование особенно проявлялось в характерных партиях.

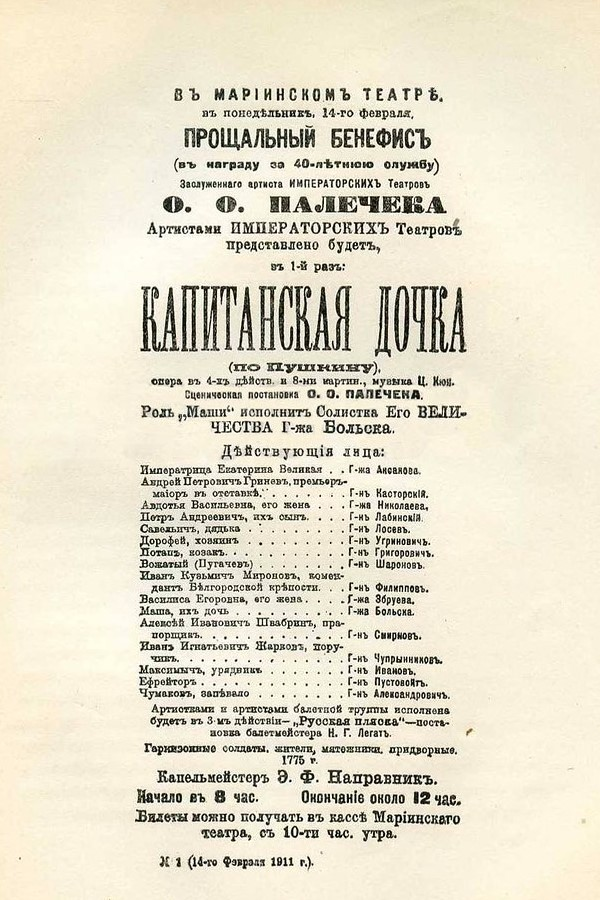
Афиша Мариинского театра с прощальным бенефисом О.О. Палечека, 1911 г.

Пел под управлением М. А. Балакирева, Э. Ф. Направника, А. Г. Рубинштейна, Б. Сметаны; его партнёрами в спектаклях были М. Д. Каменская, Ф. П. Комиссаржевский, Б. Б. Корсов, П. А. Лодий, И. А. Мельников, А. Г. Меньшикова, Д. А. Орлов, О. А. Петров, Ю. Ф. Платонова, Ф. И. Стравинский.
В 1870-е годы в летние месяцы гастролировал в Одессе и Праге.
Исполнил сольные партии в «Реквиеме» В. А. Моцарта (1869), «Торжественной мессе» Л. Бетховена (1871), ораториях «Рай и Пери» Р. Шумана (1873), «Легенда о святой Елизавете» (1872) и «Венгерской коронационной мессе» Ф. Листа (1874), финале 9-й симфонии Л. Бетховена (1874). По приглашению А. П. Бородина участвовал в концертах Медико-хирургической академии.

### Избранные партии
Временный театр (Прага)
- Кецал («Проданная невеста» Б. Сметаны) — первый исполнитель (30.5.1866, дирижировал автор)[5]
- Фигаро («Свадьба Фигаро» В. А. Моцарта)
- Мефистофель («Фауст» Ш. Гуно)
- Кардинал де Броньи («Жидовка» Ж. Ф. Галеви)
- Сэр Джон Фальстаф («Виндзорские кумушки» О. Николаи)
- Иван Сусанин («Жизнь за царя» М. И. Глинки) — первый исполнитель в Чехии (1867)[5][7]. Был также первым исполнителем этой партии в Милане (1874, на итальянском языке; дирижёр Франко Фаччо)[5], ;

Мариинский театр
- Фарлаф («Руслан и Людмила» М. И. Глинки)
- Царь Иоанн Васильевич Грозный («Ермак» М. Л. Сантиса) — первый исполнитель (1873)[5]
- Рангони («Борис Годунов» М. П. Мусоргского) — первый исполнитель (полная версия 2-й редакции, 1874)[5]
- Белезис («Сарданапал» А. С. Фаминцына) — первый исполнитель (1875)[5]
- Анджело Малипьери («Анджело» Ц. А. Кюи) — первый исполнитель (1-я редакция, 1876)[5]
- Старик-странник («Рогнеда» А. Н. Серова)
- Антиох Епифан («Маккавеи» А. Г. Рубинштейна) — первый исполнитель в России (1877)[5]
- Сергей («Купец Калашников» А. Г. Рубинштейна) — первый исполнитель (1880)[5]
- Князь Гудал («Демон» А. Г. Рубинштейна)
- Янкель («Тарас Бульба» В. В. Кюнера) — первый исполнитель (1880)[5]
- Фигаро («Свадьба Фигаро» В. А. Моцарта)
- Леопорелло («Дон Жуан» В. А. Моцарта)
- Каспар («Вольный стрелок» К. М. Вебера)
- Кецал («Проданная невеста» Б. Сметаны) — первый исполнитель в России (1870)[5]
- Мефистофель («Фауст» Ш. Гуно)
- Герман («Тангейзер» Р. Вагнера) — первый исполнитель в России (1874)[5]
- Вольфрам фон Эшенбах («Тангейзер» Р. Вагнера)
- Генрих-Птицелов («Лоэнгрин» Р. Вагнера)
- Раймондо («Риенци» Р. Вагнера)
- Царь Египта («Аида» Дж. Верди) — первый исполнитель в Петербурге (1877)[5]
- Амонасро («Аида» Дж. Верди)
- Бертрам («Роберт-Дьявол» Дж. Мейербера)
- Марсель; Граф де Сен-Бри («Гугеноты» Дж. Мейербера)
- Беппо («Фра-Дьяволо, или Гостиница в Террачине» Д. Обера)

### Режиссёр-постановщик
Одним из первых начал разрабатывать и фиксировать постановочные планы и мизансцены, работал с хором и индивидуально — с солистами. Его режиссёрские экспозиции спектаклей «Пиковая дама» и «Царская невеста» по рекомендации композиторов были отправлены в Прагу для постановок этих опер.
Осуществил:

первые постановки опер П. И. Чайковского («Иоланта», 1892), Н. А. Римского-Корсакова («Млада», 1892; «Ночь перед Рождеством», 1895; «Сервилия», 1902), С. И. Танеева («Орестея», 1895), Н. Ф. Соловьёва («Корделия», 2-я редакция, 1898), К.Галкаускаса («Цыганы», 1908), Ц. А. Кюи («Капитанская дочка», 1911);

первые постановки в России: «Проданная невеста» (1870) и «Далибор» (1899) Б. Сметаны, «Эврианта» К. М. Вебера (1885), «Фальстаф» Дж. Верди (1894), «Геновева» Р. Шумана (1896), «Сказки Гофмана» Ж. Оффенбаха (5.2.1899), «Богема» Д. Пуччини (1900), «Валькирия» (1900), «Гибель богов» (1903) и «Золото Рейна» (1905) Р. Вагнера.
Ему принадлежат первые постановки на сцене Мариинского театра опер «Паяцы» Р. Леонкавалло (23.11.1893), «Сельская честь» П. Масканьи (1893), «Джамиле» Ж. Бизе (1893), «Вертер» Ж. Массне (1896), «Свадьба Фигаро» В. А. Моцарта (1901), «Зигфрид» Р. Вагнера (1902), «Лакме» Л. Делиба (1903), «Фиделио» Л. Бетховена (1905). Кроме того, на той же сцене поставил оперы «Хованщина» М. П. Мусоргского, «Князь Игорь» А. П. Бородина, «Снегурочка», «Садко» и «Царская невеста» Н. А. Римского-Корсакова, «Пиковая дама» П. И. Чайковского, «Юдифь» А. Н. Серова, «Кавказский пленник» Ц. А. Кюи, «Демон» А. Г. Рубинштейна, «Лоэнгрин» и «Тангейзер» Р. Вагнера, «Король Манфред» К.Райнеке.
Поставил оперы:
- в Обществе музыкальных собраний («Псковитянка» Н. А. Римского-Корсакова, «Геновева» Р. Шумана; «Вольный стрелок» К. М. Вебера, 1901)
- в театре Императорского Эрмитажа («Месть амура» А. С. Танеева, 1902)
- в Петербургской консерватории («Опричник» П. И. Чайковского, «Фераморс» А. Г. Рубинштейна; «Дон Жуан», «Волшебная флейта», «Свадьба Фигаро» и «Так поступают все, или Школа влюблённых» В. А. Моцарта; «Тайный брак» Д. Чимарозы, «Пуритане» В. Беллини; «Цыганы» К. Галкаускаса, 1908)[5].

## Награды
- Заслуженный артист Императорских театров (1905)[5]

## Отзывы
Удерживаясь от простонародного реализма, г. Палечек чрезвычайно счастливо и талантливо разработал общечеловеческую, идеальную сторону своей задачи: энтузиазм, самопожертвование, героизм — это все было в его Сусанине… После г. Петрова и, если хотите, на большом расстоянии от него — г. Палечек лучший Сусанин, какого имела русская сцена.— Г. А. Ларош

При работе с солистами Палечек считался с индивидуальностью каждого певца и, показывая игровые куски роли, не насиловал сценических способностей исполнителя.— Д. И. Похитонов, дирижёр